# Hans Henric von Essen
Hans Henric von Essen, švedski feldmaršal, veleposlanik in politik, * 26. september 1755, † 28. julij 1824.